# Charles Evans Hughes
Charles Evans Hughes (n. 11 aprilie 1862, Glens Falls⁠(d), New York, SUA – d. 27 august 1948, Osterville⁠(d), Barnstable⁠(d), Massachusetts, SUA) a fost un politician american, care a îndeplinit funcția de Secretar de Stat al Statelor Unite între 1921 și 1925.